# Raj Rajeshwari Devi
Raj Rajeshwari Devi (népalais : राज राजेश्वरी), morte le 5 mai 1806, est une reine consort et deux fois régente du Népal. Elle est la reine consort de Rana Bahadur Shah. Elle règne comme régente pendant la minorité de son fils Girvan Yuddha Bikram Shah en 1799 et en 1801-1804. Elle est forcée de commettre sati sur ordre de Bhimsen Thapa, sur la rive du ruisseau Salinadi, à Sankhu, le 5 mai 1806.

## Biographie
Elle est la petite-fille de Shiva Shah, Raja de Gulmi. En 1799, son épouse abdique pour devenir Sannyâsa et elle devient régente au nom de son fils mineur. Elle règne aux côtés des deux autres épouses de son époux, Subarna Prabha Devi et Maharani Lalit Tripura Sundari Devi.
Après l'abdication de son mari en faveur de son fils Girvan, la reine Rajeshwari devient régente mais décide cependant d'accompagner son mari en exil à Bénarès. La reine Subarna Prabha devient alors régente. Le 26 juillet 1801, cependant, la reine Rajeshwari retourne au Népal,. En conséquence, le courtisan préféré de Subarna Prabha , Mul Kaji (ministre en chef) Kirtiman Singh Basnyat, est secrètement assassiné le 28 septembre 1801, par les partisans de Rajeshwari. Elle reprend alors son rôle de régente, tandis que la reine Subarna Prabha est assignée à résidence.
En 1804, son mari revient et reprend le pouvoir. Deux ans plus tard, il est assassiné par son frère, et dix jours plus tard, le 5 mai 1806, Maharani Raj Rajeshwari Devi, en tant que veuve hindoue, est contrainte de commettre sati sur ordre de Bhimsen Thapa. La sati a lieu sur la rive du ruisseau Salinadi à Sankhu. Ses co-régentes, Subarna Prabha Devi et Lalit Tripura Sundari Devi, ne sont cependant pas forcés de commettre sati malgré le fait qu'elles soient veuves du même homme, et continuent leur règne en tant que régentes.